# La Belle de Cadix
Pour le film adapté de l'opérette, voir La Belle de Cadix (film).
La Belle de Cadix est une opérette française, livret de Raymond Vincy et Émile Audiffred, paroles de Maurice Vandair et Marc-Cab, musique de Francis Lopez, Paul Bonneau et Maurice Vandair, créée à Paris le 19 décembre 1945 au Casino Montparnasse, avec dans le rôle principal Luis Mariano. Le chef d'orchestre était Jacques-Henry Rys.

## Synopsis
Carlos Medina, grande vedette de cinéma, quitte la Côte d'Azur pour aller tourner un film dans le Sud de l'Espagne au milieu des dernières tribus gitanes qui gardent encore leurs traditions, leurs chants et leurs danses.
Maria-Luisa, la plus belle des gitanes, est jalouse. Son fiancé Ramirez s'est fait engager comme guitariste dans la troupe. Jalouse et peut-être déjà attirée par Carlos, elle accepte de tenir le rôle de la Belle de Cadix dans le film en préparation. Une des scènes les plus importantes du film est la cérémonie du mariage. Le figurant choisi étant un véritable roi gitan, Carlos et Maria-Luisa se retrouvent réellement mariés.
Les deux jeunes gens s'accusent mutuellement d'être responsable de la situation. Ils se disputent allègrement tout en jouant la comédie du grand amour devant leurs admirateurs attendris. Ils passeront la nuit ensemble... mais chacun dans une pièce séparée.
Le lendemain, les prises de vues continuent. La jalousie de Ramirez et de Miss Hampton, fiancée de Carlos, contribue à semer la confusion la plus complète. On apprend alors que le roi gitan n'était qu'un imposteur : le mariage est donc nul.
Carlos part pour Cannes, Maria-Luisa reste à Cadix. Miss Hampton a compris que Carlos et Maria-Luisa s'aimaient d'amour tendre ; elle joue les bons offices et cette belle histoire peut se terminer avec une fin heureuse.

## Fiche technique
Opérette en deux actes et dix tableaux. 
- Musique de Francis Lopez, Paul Bonneau et Maurice Vandair
- Livret de Raymond Vincy et Émile Audiffred
- Lyrics de Maurice Vandair et Marc Cab
- Orchestration de Jacques-Henri Rys
- Mise en scène de Maurice Poggi
- Affiche dessinée par Luis Mariano réalisée par Pelegry, Landrin et Couallier
- Danses réglées par Miss Baron

## Distribution

### Création à Paris, au Casino Montparnasse le19 décembre 1945
- Luis Mariano : Carlos
- France Aubert : Maria-Luisa
- Simone Chobillon : Miss Hampton
- Jacky Flynt : Pépa
- Roger Lacoste : Manillon
- Henri Niel : Dany Clair
- Fabrezy : Ramirès
- Orchestre sous la direction de Jacques-Henri Rys.

### Reprise au théâtre de l'Empire dans une nouvelle version à grand spectacle (2 actes et 15 tableaux) le17 décembre 1949
- Mise en scène de Maurice Lehmann
- Chorégraphie : Georges de Trébert
- Danses réglées par Miss Baron
- Luis Mariano : Carlos
- Lina Dachary (en) : Maria-Luisa
- Édith Georges : Pépa
- Lucien Frébert : Manillon
- Daisy Daix : Cœcilia
- Hennery : Dany Clair
- Lucien Lelong : Ramirès
- Orchestre sous la direction de Manuel Infante.

## Histoire de la création
À la fin de la Seconde Guerre mondiale, comme en 1918, l'opérette cherche un nouveau souffle. Phi-Phi avait marqué d'un nouveau style d'opérette au seuil des années folles ; près de trente ans plus tard La Belle de Cadix marque le début de l'âge d'or de l'opérette à grand spectacle d'après 1945.
En 1943, Émile Audiffred et Raymond Vincy, collaborateurs d'Alibert pour les opérettes marseillaises, écrivent le livret d'un ouvrage dont l'histoire se passe du côté de Marseille. Les vedettes prévues sont la chanteuse Rina Ketty et le comique marseillais Gorlett ; et le titre envisagé Mariage à l'essai. Le projet sera laissé de côté jusqu'à la fin de la guerre.
En 1945, Francis Lopez connaît alors un succès grandissant avec la chanson Robin des Bois, interprétée par Georges Guétary. Le directeur du Casino Montparnasse lui confie la réalisation d'un spectacle deux mois avant les fêtes de la fin d'année. Il faut faire vite. Marc-Cab pense à Raymond Vincy et Émile Audiffred qui ressortent leurs Mariage à l'essai, mais Marc-Cab préférerait que l'action se déroule en Hongrie. Alors, La Belle de Budapest ? Francis Lopez penche plutôt pour l'Espagne. Mariage Gitan ? L'accord se fait sur l'Espagne. Lopez propose Luis Mariano comme tête d'affiche, alors populaire. Le titre définitif est choisi, ce sera La Belle de Cadix.
L'ouvrage est monté à l'économie, mais avec enthousiasme par une troupe de jeunes. On ne pensait guère dépasser les 50 représentations : l'ouvrage est joué près de deux ans et est repris en 1949 dans une version à grand spectacle par Maurice Lehmann au théâtre de l'Empire. La Belle de Cadix sera ensuite programmée à Paris en 1958 (Gaîté-Lyrique), 1968 (Porte Saint-Martin), 1977 (Mogador), 1979 (Renaissance), 1991 (Eldorado) et 1995 (Mogador).
L'ouvrage ne renouvelle pas le genre, mais il est bien équilibré et le compositeur a su mêler dans sa partition, le sentiment, l'exotisme et le dynamisme qui ne pouvaient que plaire à un public venu chercher un dépaysement qu'il n'était pas encore en mesure de s'offrir réellement. La plupart des airs de La Belle ont été des succès : « La Belle de Cadix », « La Fiesta Bohémienne », « Maria-Luisa », « Le Clocher du village », « Rendez-vous sous la Lune ». La Belle de Cadix deviendra un film musical interprété par Luis Mariano et Carmen Sevilla en 1953.
Aujourd’hui, La Belle de Cadix est sans doute l'opérette de Francis Lopez la plus souvent à l'affiche des scènes françaises.

## Anecdote
En mai 1950 lors de la reprise du spectacle, le chapelier Carlos Medina ouvre, sans succès, une instance en référé pour que soit interdit l'usage de son nom, attribué dans la pièce au rôle principal tenu par Luis Mariano.

## Adaptation au cinéma
- 1953 : La Belle de Cadix de Raymond Bernard et Eusebio Fernández Ardavín, avec Luis Mariano, Carmen Sevilla et Pierjac